# Penny Sparkle
| Recensione      | Giudizio |
| --------------- | -------- |
| AllMusic        |          |
| The Irish Times |          |
| PopMatters      | 6/10     |

Penny Sparkle è l'ottavo album della band statunitense Blonde Redhead, pubblicato nel 2010 dalla 4AD. Il disco è stato registrato tra New York e Stoccolma.

## Tracce
Testi e musiche di Kazu Makino, Amedeo Pace e Simone Pace.
1. Here Sometimes – 4:43
2. Not Getting There – 2:46
3. Will There Be Stars – 4:27
4. My Plants Are Dead – 4:18
5. Love or Prison – 6:13
6. Oslo – 3:54
7. Penny Sparkle – 4:34
8. Everything Is Wrong – 2:49
9. Black Guitar – 5:20
10. Spain – 4:56

## Formazione

### Gruppo
- Kazu Makino – voce, chitarra
- Amedeo Pace – voce, chitarra
- Simone Pace – batteria, percussioni

### Ospiti
- David Thor Jonsson - tastiera
- Walter Sear - moog